# Басторст
Бастхорст (нем. Basthorst) — община в Германии, в земле Шлезвиг-Гольштейн.
Входит в состав района Герцогство Лауэнбург. Подчиняется управлению Шварценбек-Ланд. Население составляет 401 человек (на 31 декабря 2010 года). Занимает площадь 10,82 км².